# Мейтене (станция)
Ме́йтене (латыш. Meitene) — железнодорожная станция в посёлке Элея, в Елгавском крае Латвии. Станция находится на линии Елгава — Мейтене и является пограничной. Расстояние до границы с Литвой — 5 км, далее линия ведёт на Шяуляй и Вильнюс.

## История
Своё название станция получила от располагавшейся на территории Элейского поместья корчмы Мейту (латыш. Meitu krogs), в помещениях которой находились сама станция и локомотивное депо узкоколейной дороги Мейтене — Бауска.

Пассажирское здание. 20-е годы XX в.

15 декабря 1923 года открыто новое здание станции Мейтене, построенное по проекту архитектора Яниса Нейиса с использованием элементов классицизма. На церемонии открытия присутствовали тогдашний министр путей сообщения Я. Паулюкс и главный директор латвийской железной дороги К. Блёдниекс. С 1935 года зал ожидания украшали стенные панно «Долина Гауи» и «Латвийские поля» работы Карлиса Мелбарзда. В 1952 году художник Н. Карагодин перерисовал оба панно.
Вокзал был частично разрушен в 1944 году и восстановлен в 1950 году. В 1998 году зданию присвоен статус памятника архитектуры местного значения.
До 1940 года на станции Мейтене останавливался ежедневный поезд маршрута Рига — Каунас — Кенигсберг — Берлин. С 2008 года пассажирское движение на линии Елгава — Мейтене отсутствует.